# Adriana Porowska
Adriana Magdalena Porowska z domu Białczak (ur. 26 października 1978 w Mrągowie) – polska działaczka społeczna i polityczna, specjalistka w zakresie społeczeństwa obywatelskiego, zastępczyni prezydenta m.st. Warszawy (2024), minister do spraw społeczeństwa obywatelskiego oraz przewodnicząca Komitetu do spraw Pożytku Publicznego w trzecim rządzie Donalda Tuska (2024–2025), sekretarz stanu w Kancelarii Prezesa Rady Ministrów (od 2025).

## Życiorys
Absolwentka kierunku praca socjalna na Chrześcijańskiej Akademii Teologicznej w Warszawie. Ukończyła także kursy z zakresu języka migowego, mediacji i pracy socjalnej z osobami z zaburzeniami psychicznymi.
Zawodowo związana z sektorem organizacji pozarządowych, administracją rządową i samorządową. Zajęła się pomocą osobom wykluczonym społecznie oraz uchodźcom. Zawodowo przez wiele lat była związana z Kamiliańską Misją Pomocy Społecznej, w której pełniła funkcję prezesa. Prowadziła schronisko oraz mieszkania treningowe, zajmowała się streetworkingem dla osób w kryzysie bezdomności. Zarządzała także Pensjonatem Socjalnym „Św. Łazarz”. Kontynuowała zapoczątkowany przez Bogusława Palecznego projekt budowy jachtu żaglowego, powstającego przy udziale osób w kryzysie bezdomności. Jednostkę tę oddano do użytku w 2021, nazywając ją „Ojciec Bogusław”.
Była współprzewodniczącą Komisji Ekspertów ds. Przeciwdziałania Bezdomności przy rzeczniku praw obywatelskich oraz członkinią rady społecznej przy RPO. Pełniła funkcję przewodniczącej Branżowej Komisji Dialogu Społecznego ds. Bezdomności – Rady Opiekuńczej przy prezydencie m.st. Warszawy. Po inwazji Rosji na Ukrainę zajęła się również koordynacją pomocy dla uchodźców z Ukrainy.
W 2014 bez powodzenia kandydowała do rady warszawskiej dzielnicy Ursus z ramienia Stowarzyszenia Obywatelskiego w Ursusie. W latach 2015–2018 zasiadała w zarządzie tego stowarzyszenia. Od 2020 związana ze stowarzyszeniem (i następnie partią) Polska 2050. Została doradczynią Szymona Hołowni w obszarze polityki społecznej oraz członkinią zarządu Instytutu Strategie 2050. Przed wyborami samorządowymi w 2024 była wymieniana jako potencjalna kandydatka Trzeciej Drogi na urząd prezydenta m.st. Warszawy. Ostatecznie TD nie wystawiła wówczas swojego kandydata, udzielając poparcia Rafałowi Trzaskowskiemu. W maju 2024 Adriana Porowska objęła stanowisko zastępczyni prezydenta m.st. Warszawy, powierzono jej sprawy społeczne, komunikację społeczną oraz współpracę z organizacjami pozarządowymi.
16 października 2024 prezydent RP Andrzej Duda powołał ją w skład rządu Donalda Tuska na stanowiska ministra do spraw społeczeństwa obywatelskiego oraz przewodniczącej Komitetu do spraw Pożytku Publicznego. Zastąpiła na tych funkcjach Agnieszkę Buczyńską, która ustąpiła z powodów zdrowotnych. W 2025 objęła stanowisko II wiceprzewodniczącej Polski 2050. 24 lipca 2025 została odwołana z funkcji ministra oraz przewodniczącej komitetu. W tym samym miesiącu objęła stanowisko sekretarza stanu w Kancelarii Prezesa Rady Ministrów, została następnie także wiceprzewodniczącą Komitetu do spraw Pożytku Publicznego.

## Życie prywatne
Córka Cecylii i Edwarda. Jest mężatką. Ma syna.

## Wyróżnienia
- Laureatka Konkursu Polka XXI w. (nagroda specjalna za pomoc uchodźcom ukraińskim) – 2023[19]